# Aleksej Kornejev
Aleksej Kornejev (Russisch:  Алексей Александрович Корнеев) (Moskou, 6 februari 1939 - aldaar, 14 december 2004) was een Russisch voetballer en trainer, die als speler uitkwam voor de Sovjet-Unie.

## Biografie
Hij begon zijn carrière in 1957 bij Spartak Moskou, waarmee hij in 1962 de titel veroverde en in 1963 en 1965 de beker. Hij beëindigde zijn carrière bij Sjinnik Jaroslavl.
Van 1964 tot 1966 speelde hij zes wedstrijden voor het nationale elftal. Hij speelde op het EK 1964 waar de Sovjets de finale verloren van Spanje. Hij zat ook in de selectie voor het WK 1966. Zijn laatste wedstrijd voor het nationale team was de troostfinale op het WK die ze verloren van Portugal.